# Pungmul
Pungmul es una tradición de música folclórica coreana que incluye percusión con tambores, danza, y canto. La mayoría de las veces se representa al aire libre, con varias decenas de actores, todos en constante movimiento. El pungmul tiene sus raíces en la dura cultura de las tareas agrícolas (trabajo colectivo). Originalmente era representada como parte del trabajo campestre, durante los festivales lunares, en otros eventos relacionados con la vida comunitaria de las villas, y durante rituales shamanes. En la actualidad su significado se ha ampliado y es también representada durante protestas políticas y como una forma de arte de escena.
Los estudiosos antiguos a menudo se refieren a esta tradición por el nombre de nongak, un término que significa "música de los agricultores" cuyo uso se desarrolló durante la era colonial (1910–45). La "Administración del acervo cultural" de Corea del Sur utiliza este término para designar a la tradición folclórica como un Importante Bien Cultural Intangible de Corea. En Corea es conocido bajo una variedad de otros nombres. El nongak coreano fue designada como Patrimonio Cultural Inmaterial de la Humanidad por la Unesco el 27 de noviembre de 2014.
El batir de tambores es el elemento central del pungmul. Cada grupo es liderado por un ejecutante de kkwaenggwari (pequeño gong portátil), e incluye por lo menos un ejecutante de janggu (tambor de reloj), buk (tambor de barril), y jing (gong). A veces algunos instrumentos de vientos tales como (t'aepyongso, también denominado hojeok, senap, o nalari, y nabal) también acompañan la representación.
Junto con los percusionistas se encuentran los bailarines, quienes a menudo tocan el sogo (un tambor pequeño tambor que tiene un sonido muy tenue, casi imperceptible) y que ejecutan elaboradas coreografías con gran dosis de elementos acrobáticos. Finalmente están los japsaek (actores) vestidos como caricaturas de los roles en las villas tradicionales, quienes bailan e intentan involucrar a los espectadores, desdibujando la frontera entre ejecutantes y audiencia. A veces el pungmul incluye minyo (cantos folclóricos) y miembros de la audiencia cantan y bailan con entusiasmo. La mayoría de los minyo se entonan al ritmo de los tambores en algunos de los jangdan (patrones rítmicos) propios del pungmul, sanjo, pansori, y otros géneros musicales coreanos tradicionales.
Los bailarines y actores del pungmul se visten con diversos trajes muy coloridos. El tipo de gorra más comúnmente usada es una versión floral del kkokkal budista. Los actores avanzados a veces llevan sangmo, que son un tipo de gorros con largas cintas que los bailarines hacen desplazar en intrincados motivos mediante movimientos de sus cabezas.